# Computerondersteund vertalen
Computerondersteund vertalen is vertalen met behulp van computerprogramma's die opslaan wat de vertaler op welke wijze vertaalt. Als een zin zich herhaalt, stelt het programma automatisch de reeds opgeslagen vertaling voor. Een dergelijke database met beschikbare vertalingen wordt vertaalgeheugen of translation memory genoemd.
Computerondersteund vertalen is dus iets anders dan een computervertaling of machinevertaling, want de vertalingen worden bij computerondersteund vertalen volledig door een mens gemaakt. De computer dient alleen als geheugen om vroeger vertaalde segmenten automatisch weer naar voren te halen als hetzelfde (of een vergelijkbaar) bronsegment opduikt.

## Toepassing
Een groot deel van alle vertalingen wordt tegenwoordig al met behulp van zogeheten 'CAT-tools', ofwel translation tools, vertaaltools of vertaalhulpprogramma's gemaakt. Het zijn databaseapplicaties die gedurende het vertaalproces voortdurend nagaan of in de bronteksten zinnen of zinsdelen zitten die al eens eerder vertaald zijn. Zodra zo'n programma een nieuw stukje tekst aantreft dat min of meer overeenkomt met een eerder vertaalde zin die is opgeslagen in het vertaalgeheugen, suggereert het de bijbehorende vertaling, een zogeheten fuzzy match. Afhankelijk van de context kan de vertaler de suggestie (geheel of gedeeltelijk) overnemen dan wel negeren.
Daarnaast hakt een dergelijke vertaaltool de te vertalen tekst in nette stukjes, meestal zinnen, die een voor een in een apart venstertje worden aangeboden, waarbij de vertaling meestal in een ander venster dat ernaast of eronder staat kan worden getypt. Ook opmaakcodes worden er door de vertaaltool vaak uitgefilterd. Vooral bij teksten met veel herhalingen, zoals handleidingen, kan dit een flinke productiviteitswinst opleveren. Verder leidt gebruik van vertaaltools tot een hogere consistentie van de terminologie die werd gebruikt in eerdere vertalingen.
Vertaaltools nemen het werk dus niet volledig uit handen van de menselijke vertaler, zoals volledige vertaalprogramma's (proberen te) doen, maar ze zijn wel een grote hulp bij het monnikenwerk dat vertalers voorheen handmatig deden door oude vertalingen na te lopen op eerder vertaalde passages. In geschikte teksten is dankzij de vertaaltools vaak een productiviteitswinst van enige honderden procenten te bereiken.

## Programma's
De meest bekende CAT-tools zijn SDL-Trados, DéjàVu, CafeTran, Catalyst, Across, MemoQ, Wordbee Translator en Wordfast. Er bestaat echter nog een groot aantal andere dergelijke applicaties.